# Zahra Amir Ebrahimi
Zahra Amir Ebrahimi (persa: زهرا اميرابراهيمی; Teheran, 9 de juliol de 1981) coneguda professionalment com a Zar Amir Ebrahimi (persa: زر امیرابراهیمی), és una actriu, productora i directora iraniana-francesa. És més coneguda per la seva actuació com a periodista Arezoo Rahimi al thriller policial Holy Spider (2022), pel qual va guanyar el premi a la millor actriu al Festival de Cannes 2022. També és productora i presentadora de la BBC i supervisa un programa cultural per a la branca persa de BBC World.
El 2022, Amir Ebrahimi va aparèixer a la llista de 100 dones de la BBC com una de les dones inspiradores i influents de l'any del món.

## Primers anys de vida
Zahra Amir Ebrahimi va néixer el 9 de juliol de 1981 a Teheran, Iran. Va estudiar teatre a la Universitat d'Azad i va començar la seva carrera professional fent curtmetratges.
Parla persa, pasxtu, anglès i francès amb fluïdesa, i sap àrab bàsic, alemany i italià.

## Carrera
Amir Ebrahimi va començar la seva carrera dirigint el seu primer curtmetratge, Khat (2000), quan només tenia divuit anys. El mateix any, va protagonitzar l'obra Water de Reza Keshavarz, que es va representar al 19è Festival de Teatre Fajr.
El 2001, va debutar al llargmetratge a Waiting, dirigida per Mohammad Nourizad. El mateix any, va actuar a l'obra Sleepy Noon d'Ayat Najafial Centre Cultural Niavaran de Téhéran.
El 2003, Amir Ebrahimi va protagonitzar dues obres, Gathering in Hell de Rahman Seifi Azad i There Is No One Who Can Remember All the Stories de Reza Hadad. Tots dues es van representar al 22è Festival de Teatre Fajr. There Is No One Who Can Remember All the Stories també es va representar al Festival de Teatre Lakoon d'Hamburg.
El 2004, va aparèixer en tres projectes de televisió, Help Me, Like a Stranger i Vow. Les dues primeres, que són sèries de televisió, van ser dirigides per Ghasem Jafari i l'última, que és una pel·lícula de televisió, va ser dirigida per Mehrdad Khoshbakht. Els tres projectes es van emetre en diferents xarxes.

### 2006: Popularitat creixent a través deNargessi l'escàndol de cintes sexuals
El 2006, Amir Ebrahimi va protagonitzar l'exitosa sèrie de televisió Nargess dirigida per Sirous Moghaddam. La sèrie va ser una de les més reeixides de l'any i durant la seva emissió, Amir Ebrahimi es va fer molt popular. Més tard, la sèrie va guanyar el premi Hafez a la millor sèrie de televisió. El mateix any, Amir Ebrahimi va protagonitzar la pel·lícula dramàtica aclamada per la crítica Trip to Hidalou, dirigida per Mojtaba Raie. La pel·lícula es va estrenar al 34è Fajr Film Festival i va guanyar el premi a la millor pel·lícula d'art i experiència.
Mesos després de l'emissió de l'episodi final de Nargess, Amir Ebrahimi es va convertir en el centre d'un escàndol nacional quan es va filtrar a Internet una cinta sexual casolana que suposadament la mostrava. A causa de l'escàndol, se li va prohibir d'aparèixer a pel·lícules i televisió iranianes durant 10 anys. Trip to Hidalou també es va prohibir la projecció a causa de l'escàndol i mai es va estrenar.

### 2008–2019: Emigració i nous projectes
Després que Amir Ebrahimi estigués en perill de ser empresonada, va fugir de l'Iran i es va traslladar a París el 2008. Mesos abans de la seva emigració, va tenir un petit paper a la pel·lícula Shirin de 2008 d'Abbas Kiarostami que es va estrenar al 65è Festival Internacional de Cinema de Venècia.
El 2009, va començar la seva carrera d'actriu a França amb l'obra Royaye Taheregane Khamoush de Mohamad Rezaierad, al costat de Shabnam Tolouei. També va aparèixer a la pel·lícula Zanan-e bedun-e mardan, dirigida per Shirin Neshat i Shoja Azari, que va guanyar el Lleó de Plata al 66è Festival Internacional de Cinema de Venècia.
El 2010, Amir Ebrahimi va protagonitzar l'obra Voix de Femmes / Voix du Sang de Tinouche Nazmjou al Théâtre Pentu et Parole Avalancheuse, al Théâtre de l'Épée de Bois i al Festival de l'arpenteur de Grenoble.
El 2011, va aparèixer al documental de televisió Great Persians, dirigida per Wesley Eremenko-Dodd i emès per BBC World Service.
El 2012, va protagonitzar l'obra Le Pays de la peur et de l'espoir d'Ebrahim Makki a la Salle Ayad Paris. També va actuar a l'obra de teatre Petit Garçon Rouge (2014-2015) de Hamid Djavdan a La Compagnie des Mirages.
El 2015, Amir Ebrahimi va actuar en dos curtmetratges, A Souvenir for My Mother i Jila dirigits pels directors iranians Mohammad Reza Kalani i Karim Lakzadeh. També va fer d'actriu de veu a Silex and the City d'Arte del 2015 al 2017.
Va obtenir el seu primer paper protagonista interpretant Vida Irandoost a la pel·lícula dramàtica sueca Bride Price vs. Democracy (2016) dirigida per Reza Rahimi. Per la seva actuació a la pel·lícula, va guanyar el premi a la millor actriu principal en una pel·lícula en llengua estrangera al Festival Internacional de Cinema de Niça 2018 i va rebre dues nominacions més.
El 2017, va interpretar Sara a la pel·lícula germano-austríaca Tehran Taboo, dirigida per Ali Soozandeh, que utilitzava la tècnica de rotoscopi i es va estrenar a la secció de la Setmana Internacional de la Crítica al Festival de Cannes 2017.
El 2018, Amir Ebrahimi va treballar en quatre projectes de televisió. Va fer la veu de Siri Perse i Ishtar a la sèrie de televisió animada d'Arte 50 Shades of Greek del 2018 al 2020. Va dirigir dos documentals de televisió per a BBC World Service i BBC Persian, titulats Amir Naderi by Amir Naderi i Kahani's Cinema. El seu darrer projecte televisiu del 2018 va ser el documental televisiu One Day in Teheran d'Arte, dirigida per cinc directors iranians.
El 2019, Amir Ebrahimi va crear la seva pròpia productora, Alambic Production. També és productora i presentadora de la BBC i supervisa un programa cultural per a la branca persa de BBC World.
El 2019, va aparèixer en dos llargmetratges, un curtmetratge i un programa de televisió. Va actuar com a Farzaneh Rezvani a la pel·lícula francesa Damien veut changer le monde de Xavier de Choudens; com Nadia a la pel·lícula Morgen sind wir frei de Hossein Pourseifi que es va estrenar al Filmfest Hamburg del 2019; com Alma al curtmetratge Marée de Manon Coubia, estrenada al Festival de Cinema de Locarno 2019, i com ella mateixa als tres episodis de 40 Years, 40 Films de BBC World Service dirigida per Bibi Khajehnouri.
El març de 2019, juntament amb Golshifteh Farahani, va rebre el Premi Hamburg a la Llibertat Cultural al Festival de Primavera Persa a Alemanya, per l'exemplaritat de la seva lluita i el seu itinerari com a artista i dona iraniana independent.
Amir Ebrahimi també és una fotògrafa professional, el treball de la qual se centra en temes i qüestions socials.

### 2022: Aclamació i reconeixement mundial perHoly Spider
El 2022, Amir Ebrahimi va dirigir, produir i també va presentar el documental Portrait of Women in Iranian Cinema de BBC World Service.
Amir Ebrahimi també va protagonitzar el thriller d'Ali Abbasi, aclamat per la crítica, Holy Spider (2022), inspirat en la història real de Saeed Hanaei, un assassí en sèrie que atacava a les treballadores sexuals i va matar 16 dones entre el 2000 i el 2001 a l'Iran, on interpretava a la periodista Arezoo Rahimi i va guanyar el premi a la millor actriu al Festival de Cannes 2022, convertint-se en la primera actriu iraniana a guanyar el premi. La seva actuació va obtenir un gran reconeixement de la crítica. El crític de varietats, Clayton Davis, va dir que "els dos actors principals (Amir Ebrahimi i Mehdi Bajestani) mereixen l'atenció de l'Acadèmia". Va guanyar el premi a la millor actriu al Festival de Cinema Europeu de Sevilla 2022, i va obtenir una nominació a la millor actriu als 35ens Premis del Cinema Europeu, i una nominació a la millor actriu en un paper protagonista als 40è premis Robert per la seva interpretació. També va treballar com a directora de càsting i productora associada a la pel·lícula, que va ser seleccionada com a entrada de Dinamarca a la millor pel·lícula internacional als 95è Premis Oscar.
Després de la seva victòria al Festival de Cinema de Canes, l'Organització de Cinema del Ministeri de Cultura i Orientació Islàmica de l'Iran va emetre un comunicat en què condemnava el festival per atorgar a Amir Ebrahimi el premi a la millor actriu, qualificant-lo d'"un moviment insultant i amb motivació política". El ministre iranià de Cultura i Orientació Islàmica, Mohammad Mehdi Esmaili, també va amenaçar amb castigar els iranians que treballaven a Holy Spider. Amir Ebrahimi va dir a CNN el juny de 2022 que havia rebut unes 200 amenaces des que va guanyar el premi a Cannes.
El mateix any, va tenir un paper protagonista a la pel·lícula de thriller francesa Les survivants, dirigida per Guillaume Renusson. La pel·lícula es va estrenar al Festival de Cinema d'Angoulême de 2022 l'agost de 2022.
El desembre de 2022, Amir Ebrahimi va aparèixer a la llista de 100 Women de la BBC com una de les dones inspiradores i influents de l'any del món.

### 2023: Pròxims projectes
Amir Ebrahimi va interpretar el paper principal en el debut direccional de Noora Niasari, Shayda , produïda per Cate Blanchett. La pel·lícula tindrà la seva estrena mundial al Festival de Cinema de Sundance de 2023 a la World Dramatic Competition.
Es va anunciar que Amir Ebrahimi protagonitzarà el curtmetratge Please Rise dirigit per Sheida Sheikhha.
Del 27 de gener al 5 de febrer de 2023, Amir Ebrahimi encapçalarà el jurat de la competició nòrdica del Festival de Cinema de Göteborg de Suècia. També liderarà una manifestació de suport a l'actriu Taraneh Alidoosti i al poble de l'Iran que ha estat amenaçat pel govern, arrestat o condemnat a presó mentre protestaven contra l'opressor règim iranià.

## Altres activitats
Amir Ebrahimi ha donat suport públicament a les protestes liderades per dones iranianes després de la mort de Mahsa Amini en circumstàncies sospitoses després de ser arrestada per la Patrulla d'orientació de l'Iran per no portar hiyab d'acord amb els estàndards governamentals el setembre de 2022, i sovint comparteix notícies a les seves xarxes socials sobre les protestes i com la gent pot ajudar les dones iranianes.

## Vida personal

### Escàndol de cinta sexual
El 2006, Amir Ebrahimi es va convertir en el centre d'un escàndol de cintes sexuals iranianes quan es va filtrar a Internet una cinta de vídeo d'una dona, que es va afirmar que era Ebrahimi, mantenint relacions sexuals amb un home i es va publicar en DVD. Posteriorment, es va convertir en objecte d'una investigació oficial a càrrec del fiscal en cap de Teheran, Saeed Mortazavi. En una entrevista a The Guardian, Amir Ebrahimi va negar ser la dona de la pel·lícula i la va rebutjar com una falsificació feta per un antic promès venjatiu que va utilitzar tècniques d'estudi per formar un muntatge d'imatges incriminatòries dissenyades per destruir la seva carrera. Tot i això, més tard va admetre que la cinta la presentava a ella i a un xicot i que havien estat robades del seu apartament. Segons els informes, l'home sense nom de la cinta va fugir a Armènia, però posteriorment va ser retornat a l'Iran i acusat d'incompliment de les lleis de moral pública. Els rumors d'un intent de suïcidi també van ser negats per Amir Ebrahimi amb un missatge públic: "Només vull dir a la gent del meu país que estic viva. Estic pensant en la força de les dones iranianes i defensaré el respecte de les noies i dones de la meva nació."
A causa de l'escàndol de les cintes sexuals, a Amir Ebrahimi se li va prohibir d'aparèixer a pel·lícules i televisió iranianes durant 10 anys, i també va ser condemnada a presó i noranta-nou cops de fuet, fet que la va fer fugir de l'Iran i traslladar-se a París, França, on viu a l'exili des del 2008. L'home que va filtrar la cinta —amic d'Amir Ebrahimi i company d'actor que no hi va aparèixer— va ser condemnat a sis anys de presó, però va ser alliberat després de dos mesos.
A França, va poder comptar amb el suport d'altres exiliats iranians, com el seu amic íntim Golshifteh Farahani. Amir Ebrahimi es va convertir en ciutadana francesa el 2017.

## Filmografia

### Pel·lícules
| Any        | Títol                        | Paper                  | Director                   | Notes                                                   | Ref(s) |
| ---------- | ---------------------------- | ---------------------- | -------------------------- | ------------------------------------------------------- | ------ |
| 2000       | Khat                         |                        | Zar Amir Ebrahimi          | Pel·lícula curta                                        | [ 4 ]  |
| 2001       | Entezar                      |                        | Mohammad Nourizad          |                                                         | [ 42 ] |
| 2006       | Safar Be Hidaloo             |                        | Mojtaba Raie               |                                                         | [ 43 ] |
| 2008       | Shirin                       | Dona en públic         | Abbas Kiarostami           |                                                         | [ 44 ] |
| 2009       | Zanan-e bedun-e mardan       |                        | Shirin Neshat, Shoja Azari |                                                         | [ 45 ] |
| 2015       | A Souvenir for My Mother     |                        | Mohammad Reza Kalani       | Pel·lícula curta                                        | [ 46 ] |
| 2015       | Jila                         |                        | Karim Lakzadeh             | Pel·lícula curta                                        | [ 47 ] |
| 2016       | Bride Price vs. Democracy    | Vida Irandoost         | Reza Rahimi                |                                                         | [ 48 ] |
| 2017       | Tehran Taboo                 | Sara                   | Ali Soozandeh              |                                                         | [ 49 ] |
| 2019       | Damien veut changer le monde | Farzaneh Rezvani       | Xavier de Choudens         |                                                         | [ 4 ]  |
| 2019       | Marée                        | Alma                   | Manon Coubia               | Pel·lícula curta                                        | [ 50 ] |
| 2019       | Morgen sind wir frei         | Nadia                  | Hossein Pourseifi          |                                                         | [ 51 ] |
| 2022       | Holy Spider                  | Arezoo Rahimi          | Ali Abbasi                 | També com a productora associada i directora de càsting | [ 52 ] |
| 2022       | Les survivant                | Chehreh                | Guillaume Renusson         |                                                         | [ 53 ] |
| 2023       | Shayda                       | Shayda                 | Noora Niasari              |                                                         | [ 29 ] |
| A anunciar | Please Rise                  | The Poet (La Poetessa) | Sheida Sheikhha            | Pel·lícula curta                                        |        |

### Televisió
| Any       | Títol                               | Paper                     | Director                                                                         | Notes                                                               | Xarxa                        | Ref(s)       |
| --------- | ----------------------------------- | ------------------------- | -------------------------------------------------------------------------------- | ------------------------------------------------------------------- | ---------------------------- | ------------ |
| 2002      | Floodway of Love                    |                           | Ali Kheradmand                                                                   | Pel·lícula de televisió                                             | IRIB                         | [ 4 ]        |
| 2004      | Vow                                 |                           | Mehrdad Khoshbakht                                                               | pel·lícula de televisió                                             | IRIB TV1                     | [ 54 ]       |
| 2004      | Komakam Kon                         |                           | Ghasem Jafari                                                                    | sèrie de televisió                                                  | IRIB TV2                     | [ 55 ]       |
| 2004      | Gharibaneh                          |                           | Ghasem Jafari                                                                    | sèrie de televisió                                                  | IRIB TV5                     | [ 4 ] [ 56 ] |
| 2006      | Nargess                             | Zohreh Shokat             | Sirous Moghaddam                                                                 | sèrie de televisió                                                  | IRIB TV3                     | [ 57 ]       |
| 2011      | Great Persians                      | Ella mateixa              | Wesley Eremenko-Dodd                                                             | Documental de televisió, presentadora                               | Servei Mundial de la BBC     | [ 4 ]        |
| 2015–2017 | Silex and the City                  | Diversos (veu)            | Jul                                                                              | sèrie de televisió                                                  | Arte                         | [ 4 ]        |
| 2018-2020 | 50 Shades of Greek                  | Siri Perse i Ishtar (veu) | Jul, Mathieu Signolet, Jean-Paul Guigue                                          | sèrie de televisió                                                  | Arte                         | [ 4 ]        |
| 2018      | Amir Naderi by Amir Naderi          |                           | Zar Amir Ebrahimi                                                                | Documental de televisió, com a director i productor                 | BBC World Service, BBC Persa | [ 4 ]        |
| 2018      | Kahani's Cinema                     |                           | Zar Amir Ebrahimi                                                                | Documental de televisió, com a director i productor                 | BBC World Service, BBC Persa | [ 4 ]        |
| 2018      | One Day in Tehran                   | Ella mateixa (veu)        | Hamid Jafari, Shiva Sanjari, Ebrahim Mokhtari, Zohreh Soleimani i Esmaeel Monsef | Documental de televisió                                             | Arte                         | [ 4 ]        |
| 2019      | 40 Years, 40 Films                  | Ella mateixa              | Bibi Khajehnouri                                                                 | Programa de televisió, presentadora, 3 capítols                     | Servei Mundial de la BBC     | [ 4 ]        |
| 2022      | Portrait of Women in Iranian Cinema | Ella mateixa              | Zar Amir Ebrahimi                                                                | Documental de televisió, com a directora, productora i presentadora | Servei Mundial de la BBC     | [ 4 ]        |

## Teatre
| Any       | Títol                                            | Director          | Etapa                                                                                                 | Ref.        |
| --------- | ------------------------------------------------ | ----------------- | --- | ----------- |
| 2000      | Water                                            | Reza Keshavarz    | Festival de Teatre Fajr                                                                               | [ 5 ]       |
| 2001      | Sleepy Noon                                      | Ayat Najafi       | Centre Cultural Niavaran de Téhéran                                                                   | [ 4 ] [ 5 ] |
| 2003      | Gathering in Hell                                | Rahman Seifi Azad | Festival de Teatre Fajr                                                                               | [ 4 ] [ 5 ] |
| 2003      | There Is No One Who Can Remember All the Stories | Reza Hadad        | Companyia de Teatre Bazi / Festival de teatre Fajr / Festival de teatre de Lakoon - Hamburg           | [ 4 ] [ 5 ] |
| 2009      | Royaye Taheregane Khamoush                       | Mohamad Rezaierad | Universitat de París 8                                                                                | [ 4 ] [ 5 ] |
| 2010      | Voix de Femmes / Voix du Sang                    | Tinouche Nazmjou  | Théâtre Pentu et Parole Avalancheuse / Théâtre de l'Épée de Bois / Festival de l'arpenteur - Grenoble | [ 4 ] [ 5 ] |
| 2012      | Le Pays de la peur et de l'espoir                | Ebrahim Makki     | Salle Ayad Paris                                                                                      | [ 4 ] [ 5 ] |
| 2014–2015 | Petit Garçon Rouge                               | Hamid Djavdan     | La Compagnie des Mirages                                                                              | [ 4 ] [ 5 ] |

## Premis i nominacions
| Premi                                        | Any  | Categoria                                                          | Obra nominada             | Resultat  | Ref.   |
| -------------------------------------------- | ---- | ------------------------------------------------------------------ | ------------------------- | --------- | ------ |
| Festival Internacional de Cinema d'Amsterdam | 2018 | Millor actriu protagonista en una pel·lícula en llengua estrangera | Bride Price vs. Democracy | Nominat   | [ 58 ] |
| Festival de Cinema de Cannes                 | 2022 | Millor actriu                                                      | Holy Spider               | Guanyador | [ 59 ] |
| Premis del Cinema Europeu                    | 2022 | Millor actriu                                                      | Holy Spider               | Nominat   | [ 23 ] |
| Festival Internacional de Cinema de Niça     | 2018 | Millor actriu protagonista en una pel·lícula en llengua estrangera | Bride Price vs. Democracy | Guanyador | [ 60 ] |
| Premis Robert                                | 2023 | Millor actriu en un paper protagonista                             | Holy Spider               | Pendent   | [ 24 ] |
| Festival de Cinema Europeu de Sevilla        | 2022 | Millor actriu                                                      | Holy Spider               | Guanyador | [ 22 ] |
| Festival de cinema de Västeras               | 2018 | Millor actriu nacional                                             | Bride Price vs. Democracy | Nominat   | [ 4 ]  |